# Ildikó Enyedi
Ildikó Enyedi, född 1955, är en ungersk filmregissör. Hon vann Guldbjörnen vid filmfestivalen i Berlin 2017. Hon vann även Caméra d'Or vid filmfestivalen i Cannes 1989.

## Filmografi (i urval)
- 2017 – Om själ och kropp
- 2025 – Silent Friend